# Ulmer (Carolina do Sul)
Ulmer é uma cidade  localizada no estado norte-americano de Carolina do Sul, no Condado de Allendale.

## Demografia
Segundo o censo norte-americano de 2000, a sua população era de 102 habitantes.
Em 2006, foi estimada uma população de 97, um decréscimo de 5 (-4.9%).

## Geografia
De acordo com o United States Census Bureau tem uma área de
2,5 km², dos quais 2,5 km² cobertos por terra e 0,0 km² cobertos por água.

## Localidades na vizinhança
O diagrama seguinte representa as localidades num raio de 16 km ao redor de Ulmer.